# Arborfield (Verenigd Koninkrijk)
Arborfield is een dorp in het Engelse graafschap Berkshire. Het dorp ligt in het district Wokingham en telt 2228 inwoners.
Het dorp is het meest bekend van de militaire basis Arborfield Garrison, van de Royal Electrical and Mechanical Engineers van het Britse leger.

## Bekende inwoner(s)
- Seol Ki-hyun – Zuid-Koreaans voetballer van Fulham